# Eva Simons
Eva Simons (Amsterdã, 27 de Abril de 1984) é uma cantora holandesa que obteve destaque local em 2004 ao ganhar o reality show Popstars, tendo feito parte do grupo Raffish (que se separou em 2006). Em 2009 se lançou em carreira solo com o single "Silly Boy" e fez parceria com o DJ e remixer holandês Afrojack no single "Take Over Control".

## Começo de carreira
Simons cresceu em uma família de músicos, sendo seu pai pianista, seu padrasto trompetista e sua mãe cantora. Eva toca piano desde pequena e se graduou no Conservatório de Amsterdã
Eva Simons foi parte de um grupo feminino chamado Raffish, formado em 2004 no programa Popstars holandês. Junto de mais quatro garotas, Eva Simons alcançou o topo das paradas holandesas e gravou um disco, intitulado "How Raffish Are You?", além de mais dois singles: "Thursday's Child" e "Let Go". O grupo se separou em 2006.

## Carreira solo
Em abril de 2009 a música "Silly Boy" vazou no site de vídeos YouTube. Alguns boatos quais afirmavam que a canção era uma parceria entre Rihanna e Lady Gaga tomaram conta de blogues e sites de notícias, principalmente após o rapper Kanye West ter divulgado em seu blog o single como sendo uma parceria entre Rihanna e Lady Gaga.
Finalmente no dia 30 de Julho de 2009 Eva Simons disponibilizou o vídeo musical oficial de "Silly Boy" em seu canal no YouTube, acabando com os boatos em torno de sua música.
Eva lançou "Silly Boy" como single oficialmente pela gravadora EMI em 20 territórios abrangidos pela companhia fonográfica, começando no dia 4 de setembro de 2009 na Alemanha e 7 de setembro de 2009 no Reino Unido, Estados Unidos e o restante da Europa Continental.

## Singles

### Como artista principal
| "Silly Boy"                                                                                   | 2009 | 32 | 45 | 55 | 12 | —  | 36 | 51 |                          | Non-album singles |
| "Chemistry"                                                                                   | 2013 | 64 | —  | —  | —  | —  | —  | —  |                          | Non-album singles |
| "Celebrate the Rain" (with Sidney Samson)                                                     | 2014 | 23 | —  | —  | —  | —  | —  | —  |                          | Non-album singles |
| "Policeman" (featuring Konshens)                                                              | 2015 | 7  | —  | 60 | 5  | 12 | 49 | —  | - BEA: Ouro - BVMI: Ouro | Non-album singles |
| "Bludfire" (featuring Sidney Samson)                                                          | 2015 | 56 | —  | —  | 9  | 38 | —  | —  |                          | Non-album singles |
| "Escape from Love" (with Sidney Samson)                                                       | 2016 | —  | —  | —  | —  | 69 | —  | —  |                          | Non-album singles |
| "Heartbeat" (with Richard Orlinski)                                                           | 2016 | —  | —  | —  | —  | 1  | —  | —  |                          | Non-album singles |
| "—" indica que a gravação não foi incluída nas paradas ou não foi distribuída naquela região. |      |    |    |    |    |    |    |    |                          |                   |

### Como artista convidado
| Título                                                                                        | Ano  | Posições em paradas músicais | Posições em paradas músicais | Posições em paradas músicais | Posições em paradas músicais | Posições em paradas músicais | Posições em paradas músicais | Posições em paradas músicais | Posições em paradas músicais | Posições em paradas músicais | Posições em paradas músicais | Certificações                               | Álbum            |
| Título                                                                                        | Ano  | HOL                          | AUS                          | AUT                          | BEL                          | FRA                          | ALE                          | SUE                          | SUI                          | UK                           | EUA                          | Certificações                               | Álbum            |
| --------------------------------------------------------------------------------------------- | ---- | ---------------------------- | ---------------------------- | ---------------------------- | ---------------------------- | ---------------------------- | ---------------------------- | ---------------------------- | ---------------------------- | ---------------------------- | ---------------------------- | ------------------------------------------- | ---------------- |
| "Take Over Control" (Afrojack featuring Eva Simons)                                           | 2010 | 12                           | 17                           | 46                           | 7                            | —                            | 78                           | —                            | —                            | 24                           | 41                           | - ARIA: Platina - RIAA: Platina             | Non-album single |
| "This Is Love" (will.i.am featuring Eva Simons)                                               | 2012 | 2                            | 7                            | 15                           | 1                            | 2                            | 54                           | 10                           | 8                            | 1                            | —                            | - ARIA: 2× Platina - BPI: Ouro - RMNZ: Ouro | #willpower       |
| "—" indica que a gravação não foi incluída nas paradas ou não foi distribuída naquela região. |      |                              |                              |                              |                              |                              |                              |                              |                              |                              |                              |                                             |                  |

### young people
| Year | Nominated Work      | Award                   | Result   |
| ---- | ------------------- | ----------------------- | -------- |
| 2010 | "Eva simons"        | Mulher do Ano           | Indicado |
| 2011 | "Eva simons"        | Artista feminina        | Indicado |
| 2012 | "This is Love"      | Melhor Parceria Musical | Venceu   |
| 2012 | "Take over control" | Pior Videos             | Venceu   |
| 2012 | "Eva simons"        | Gostosa do ano          | Venceu   |
| 2013 | " I Don't Like You" | Melhor musica           | Venceu   |
| 2013 | "Eva simons"        | Artista feminina        | Venceu   |
| 2013 | "I Don't Like You " | Melhor video            | Venceu   |

### MgM awards
| Year | Nominated Work | Award     | Result |
| ---- | -------------- | --------- | ------ |
| 2012 | "Eva simons"   | Best Push | Venceu |

## Prêmios
| Ano  | Organização                           | Premiação   | Trabalho nomeado | Resultado |
| ---- | ------------------------------------- | ----------- | ---------------- | --------- |
| 2012 | marrythenight1.blogspot.com.br Awards | Maiores fãs | Eva simons       | Pendente  |